# Золотухин, Андрей Афанасьевич
Андре́й Афана́сьевич Золоту́хин  (1907—1991) — начальник Главного управления гидрометеорологической службы при Совете Министров СССР в 1950—1962 годах.

## Биография
Родился в 1907 году в городе Звенигородка (ныне Черкасской области Украины), в семье рабочего. С 14 лет начинал трудовую деятельность, работая столяром, слесарем, машинистом на различных предприятиях Украинской ССР.
В 1926 году Андрей Афанасьевич вступил в ряды ВЛКСМ, в 1928 году был избран секретарем РК ЛКСМУ. В 1931 году вступил в члены КПСС. В том же году поступил в Московский гидрометеорологический институт, совмещая учёбу с работой в Главном управлении гидрометеослужбы. Закончив в 1938 году институт, продолжил работать на различных руководящих должностях.
Во время Великой Отечественной войны работал на ответственных постах системы гидрометеослужбы Красной Армии. За этот период он провёл большую работу, в частности, по восстановлению на Украине сети гидрометеорологических станций, разрушенных во время немецкой оккупации. В 1944 году Золотухин был отозван на работу в Главное управление гидрометеослужбы при Совете Министров СССР, где работал начальником Инспекции, начальником отдела капитального строительства, начальником отдела кадров ГУГМС (ныне Росгидромет).
В апреле 1948 года назначен начальником Московского управления гидрометеослужбы. С 1950 года — начальник Главного управления гидрометеослужбы при Совете Министров СССР.
Неоднократно избирался членом партбюро Главного управления гидрометеослужбы. В 1953 году был избран депутатом Московского городского Совета, дважды избирался депутатом Краснопресненского районного Совета.
В связи с пятидесятилетием со дня рождения А. А. Золотухина и отмечая его заслуги в области развития гидрометеорологической службы, Президиум Верховного Совета СССР в 1957 году наградил его орденом Трудового Красного Знамени. Кроме того, Золотухин награждён орденом «Знак Почёта» и двумя медалями.